# Qods Mohajer 10
El Qods Mohajer 10 (persa: مهاجر ۱۰ , en español: 'inmigrante') es un vehículo aéreo de combate no tripulado iraní presentado en 2023. Tiene un alcance operativo de 2000 km (o 1240 millas), su fuselaje tiene un parecido visual con el MQ-9 Reaper. Tiene una capacidad de vuelo de 24 horas y puede transportar hasta 300 kg de carga, incluidas municiones y equipos electrónicos. Fue presentado oficialmente en agosto de 2023, en presencia del presidente iraní Ebrahim Raisi y el ministro de Defensa, general de brigada Mohammad-Reza Gharaei Ashtiani.
En la ceremonia de inauguración, Mohajer 10 estaba equipado con 6 municiones aire-tierra; el misil Almas, la bomba Ghaem y la bomba planeadora Dastvareh/Arman-1. Un canal de televisión israelí afirmó que en la primera exhibición del dron, la ciudad israelí de Dimona fue amenazada con un mensaje de "prepara tu búnker" escrito en hebreo. Sin embargo, el informe de la Radiodifusión Iraní y el avance oficial de presentación del MODAFL iraní no contenían ninguna referencia a Israel, pero un cartel de fuentes desconocidas circuló en línea mostrando un MQ-9 marcado con una bandera iraní ondeando sobre el Centro Nuclear Israelí del Negev, un importante centro de producción de armas nucleares israelíes, con un título en farsi y hebreo que dice " Prepárate para viajar a la Edad de Piedra ".
Mohajer 9 y 7 están en desarrollo y no se ha publicado información sobre ellos. Mohajer 8 es supuestamente una versión mejorada de Mohajer 6, este último ha operado en diferentes países como Irak, Siria y Ucrania. Se dice que el dron fue desarrollado en base a solicitudes de la Armada del IRGC, la Fuerza Terrestre del IRGC y la Fuerza Terrestre del Ejército iraní.